# Tetrix miserus
Tetrix miserus är en insektsart som först beskrevs av Walker, F. 1871.  Tetrix miserus ingår i släktet Tetrix och familjen torngräshoppor. Inga underarter finns listade i Catalogue of Life.